# Henry Shanks Keith
Henry Shanks Keith, Barón Keith de Kinkel GBE PC QC (Edimburgo, 7 de febrero de 1922-21 de junio de 2002) fue un juez escocés.

## Biografía
Su padre, James Keith, también era juez. 
Estudió en la Edinburgh Academy y el Magdalen College. Durante la Segunda Guerra Mundial hizo su servicio militar con la Guardia Escocesa. Comenzó a trabajar como abogado en 1951 en el Gray's Inn. Por sus servicios como abogado, fue nombrado Consejero de la Reina en 1962. Tras veinte años como abogado, Keith se incorporó al poder judicial en 1971 y fue nombrado juez.
En 1970 lo eligieron alguacil de of Roxburgh, Berwick y Selkirk, senador del Colegio de Justicia como "Lord Keith".
En 1977, fue nombrado miembro de la Cámara de los Lores.
En 1997, Lord Keith fue galardonado con la Orden del Imperio Británico.
Se casó en 1955 con Alison Brown, vivieron en Loch Tummel, cerca de Pitlochry, Perthshire; y tuvieron cuatro hijos y una hija.